# Веслі Муді
Веслі Муді (англ. Wesley Moodie; нар. 14 лютого 1979) — колишній південноафриканський тенісист.
Найвищу одиночну позицію світового рейтингу — 57 місце досяг 10 жовтня 2005, парну — 8 місце — 3 серпня 2009 року.
Здобув 1 одиночний та 6 парних титулів.
Перемагав на турнірах Великого шолома в парному розряді.
Завершив кар'єру 2011 року.

## Фінали турнірів Великого шолома

### Парний розряд: 2 (1–1)
| Результат | Рік  | Турнір                               | Покриття | Партнер     | Суперники                 | Рахунок                      |
| --------- | ---- | ------------------------------------ | -------- | ----------- | ------------------------- | ---------------------------- |
| Перемога  | 2005 | Вімблдонський турнір                 | Трава    | Стівен Гасс | Боб Браян Майк Браян      | 7–6(7–4), 6–3, 6–7(2–7), 6–3 |
| Поразка   | 2009 | Відкритий чемпіонат Франції з тенісу | Ґрунт    | Дік Норман  | Лукаш Длоуги Леандер Паес | 6–3, 3–6, 2–6                |

### Мікст: 1 (1 поразка)
| Результат | Рік  | Турнір               | Покриття | Партнер      | Суперники              | Рахунок       |
| --------- | ---- | -------------------- | -------- | ------------ | ---------------------- | ------------- |
| Поразка   | 2010 | Вімблдонський турнір | Трава    | Ліза Реймонд | Кара Блек Леандер Паес | 4–6, 6–7(5–7) |

## Фінали турнірів ATP за кар'єру

### Одиночний розряд: 1 (1 перемога)
| Легенда                                                         |
| --------------------------------------------------------------- |
| Турніри Великого шолома (0–0)                                   |
| Серія Мастерс ATP / Серія Мастерс 1000 Світового Туру ATP (0–0) |
| Серія ATP Інтернешнл Ґолд / Серія 500 Світового Туру ATP (1–0)  |
| Серія ATP Інтернешнл / Серія 250 Світового Туру ATP (0–0)       |

| Фінали за покриттям |
| ------------------- |
| Тверде (1–0)        |
| Ґрунт (0–0)         |
| Трава (0–0)         |
| Килим (0–0)         |

| Фінали за типом корту |
| --------------------- |
| Відкритий (1–0)       |
| Закритий (0–0)        |

| Результат | В-П | Дата     | Турнір                            | Рівень      | Покриття | Суперник    | Рахунок            |
| --------- | --- | -------- | --------------------------------- | ----------- | -------- | ----------- | ------------------ |
| Перемога  | 1–0 | Жов 2005 | Відкритий чемпіонат Японії, Токіо | Інтер. Ґолд | Тверде   | Маріо Анчич | 1–6, 7–6(9–7), 6–4 |

### Парний розряд: 13 (6–7)
| Легенда                                                         |
| --------------------------------------------------------------- |
| Турніри Великого шолома (1–1)                                   |
| Серія Мастерс ATP / Серія Мастерс 1000 Світового Туру ATP (0–2) |
| Серія ATP Інтернешнл Ґолд / Серія 500 Світового Туру ATP (0–0)  |
| Серія ATP Інтернешнл / Серія 250 Світового Туру ATP (5–4)       |

| Фінали за покриттям |
| ------------------- |
| Тверде (1–4)        |
| Ґрунт (2–3)         |
| Трава (3–0)         |
| Килим (0–0)         |

| Фінали за типом корту |
| --------------------- |
| Відкритий (6–5)       |
| Закритий (0–2)        |

| Результат | В-П | Дата     | Турнір                                         | Рівень       | Покриття   | Партнер       | Суперники                           | Рахунок                      |
| --------- | --- | -------- | ---------------------------------------------- | ------------ | ---------- | ------------- | ----------------------------------- | ---------------------------- |
| Перемога  | 1–0 | Лип 2005 | Вімблдонський турнір, Велика Британія          | Великий Шлем | Трава      | Стівен Гасс   | Боб Браян Майк Браян                | 7–6(7–4), 6–3, 6–7(2–7), 6–3 |
| Поразка   | 1–1 | Жов 2005 | Swiss Indoors, Швейцарія                       | Інтернешнл   | Тверде (i) | Стівен Гасс   | Агустін Кальєрі Фернандо Гонсалес   | 5–7, 5–7                     |
| Поразка   | 1–2 | Лют 2006 | Delray Beach Open, США                         | Інтернешнл   | Тверде     | Кріс Гаггард  | Марк Ноулз (тенісист) Деніел Нестор | 2–6, 3–6                     |
| Перемога  | 2–2 | Січ 2007 | Brisbane International, Австралія              | Інтернешнл   | Тверде     | Тодд Перрі    | Новак Джокович Радек Штепанек       | 6–4, 3–6, [15–13]            |
| Перемога  | 3–2 | Кві 2007 | Valencia Open, Іспанія                         | Інтернешнл   | Ґрунт      | Тодд Перрі    | Їв Аллегро Себастьян Прієто         | 7–5, 7–5                     |
| Поразка   | 3–3 | Січ 2008 | Qatar ExxonMobil Open, Doha                    | Інтернешнл   | Тверде     | Джефф Кутзе   | Філіпп Кольшрайбер Давід Шкох       | 4–6, 6–4, [9–11]             |
| Перемога  | 4–3 | Кві 2008 | Estoril Open, Португалія                       | Інтернешнл   | Ґрунт      | Джефф Кутзе   | Джеймі Маррей Кевін Ульєтт          | 6–2, 4–6, [10–8]             |
| Поразка   | 4–4 | Лис 2008 | Мастерс Париж, Франція                         | Masters      | Тверде (i) | Джефф Кутзе   | Йонас Бйоркман Кевін Ульєтт         | 2–6, 2–6                     |
| Поразка   | 4–5 | Тра 2009 | Мастерс Мадрид, Іспанія                        | Мастерс 1000 | Ґрунт      | Сімон Аспелін | Деніел Нестор Ненад Зімоньїч        | 4–6, 4–6                     |
| Поразка   | 4–6 | Чер 2009 | Відкритий чемпіонат Франції з тенісу, Париж    | Великий Шлем | Ґрунт      | Дік Норман    | Лукаш Длоуги Леандер Паес           | 6–3, 3–6, 2–6                |
| Перемога  | 5–6 | Чер 2009 | Queen's Club Championships, Велика Британія    | Серія 250    | Трава      | Михайло Южний | Марсело Мело Андре Са               | 6–4, 4–6, [10–6]             |
| Перемога  | 6–6 | Чер 2009 | Rosmalen Grass Court Championships, Нідерланди | Серія 250    | Трава      | Дік Норман    | Юган Брунстрем Жан-Жульєн Роєр      | 7–6(7–3), 6–7(8–10), [10–5]  |
| Поразка   | 6–7 | Кві 2010 | U.S. Men's Clay Court Championships, США       | Серія 250    | Ґрунт      | Стівен Гасс   | Боб Браян Майк Браян                | 3–6, 5–7                     |

## Загальна статистика

### Досягнення в парному розряді
| W | Ф | ПФ | ЧФ | #Р | КТ | К# | DNQ | A | NH |

| Турнір                                 | 1998         | 1999         | 2000         | 2001         | 2002         | 2003         | 2004         | 2005         | 2006         | 2007         | 2008         | 2009  | 2010  | 2011  | Career SR | Career W-L |
| -------------------------------------- | ------------ | ------------ | ------------ | ------------ | ------------ | ------------ | ------------ | ------------ | ------------ | ------------ | ------------ | ----- | ----- | ----- | --------- | ---------- |
| Турніри Великого шолома                |              |              |              |              |              |              |              |              |              |              |              |       |       |       |           |            |
| Відкритий чемпіонат Австралії з тенісу |              |              |              |              |              |              |              | 3р           | 3р           | 3р           | ПФ           | 2р    | 1р    | 1р    | 0 / 7     | 11–7       |
| Відкритий чемпіонат Франції з тенісу   |              |              |              |              |              |              |              |              | 2р           | 1р           | 2р           | Ф     | ПФ    | 1р    | 0 / 6     | 10–6       |
| Вімблдонський турнір                   |              |              |              |              |              |              |              | П            | 3р           | 3р           | 2р           | ПФ    | ПФ    | ЧФ    | 1 / 7     | 21–6       |
| Відкритий чемпіонат США з тенісу       |              |              |              |              |              |              |              | 1р           | 1р           | 1р           |              | ЧФ    | ЧФ    |       | 0 / 5     | 6–5        |
| Великий Шлем SR                        | 0 / 0        | 0 / 0        | 0 / 0        | 0 / 0        | 0 / 0        | 0 / 0        | 0 / 0        | 1 / 3        | 0 / 4        | 0 / 4        | 0 / 3        | 0 / 4 | 0 / 4 | 0 / 3 | 1 / 27    | N/A        |
| Annual win–loss                        | 0–0          | 0–0          | 0–0          | 0–0          | 0–0          | 0–0          | 0–0          | 8–2          | 5–4          | 4–4          | 6–3          | 12–4  | 9–4   | 2–3   | N/A       | 48–24      |
| Серія Мастерс ATP                      |              |              |              |              |              |              |              |              |              |              |              |       |       |       |           |            |
| Індіан-Веллс                           |              |              |              |              |              |              |              |              | 1р           |              | 2р           | 1р    |       |       | 0 / 3     | 1–3        |
| Відкритий чемпіонат Маямі з тенісу     |              |              |              |              |              |              |              |              | ЧФ           |              | ПФ           | 2р    | 1р    |       | 0 / 4     | 6–4        |
| Монте-Карло                            |              |              |              |              |              |              |              |              |              |              | ПФ           | 2р    | ПФ    |       | 0 / 3     | 6–3        |
| Рим                                    |              |              |              |              |              |              |              |              | 2р           |              | 2р           | 1р    | 2р    | 2р    | 0 / 5     | 0–5        |
| Мастерс Мадрид                         |              |              |              |              |              |              |              |              |              |              | ПФ           | Ф     | 2р    | ЧФ    | 0 / 4     | 7–4        |
| Мастерс Канада                         |              |              |              |              |              |              |              | 1р           |              |              |              | ЧФ    |       |       | 0 / 2     | 1–2        |
| Мастерс Цинциннаті                     |              |              |              |              |              |              |              | ЧФ           |              |              |              | ЧФ    | ПФ    |       | 0 / 3     | 5–3        |
| Шанхай                                 | Не проводили | Не проводили | Не проводили | Не проводили | Не проводили | Не проводили | Не проводили | Не проводили | Не проводили | Не проводили | Не проводили | ЧФ    | 2р    |       | 0 / 2     | 0–2        |
| Париж                                  |              |              |              |              |              |              |              |              |              |              | Ф            | 2р    | ЧФ    |       | 0 / 3     | 4–3        |
| Гамбург                                |              |              |              |              |              |              |              |              | 2р           |              | 2р           | NM1   | NM1   | NM1   | 0 / 2     | 1–2        |
| Серія Мастерс SR                       | 0 / 0        | 0 / 0        | 0 / 0        | 0 / 0        | 0 / 0        | 0 / 0        | 0 / 0        | 0 / 2        | 0 / 4        | 0 / 0        | 0 / 7        | 0 / 9 | 0 / 7 | 0 / 2 | 0 / 31    | N/A        |
| Annual win–loss                        | 0–0          | 0–0          | 0–0          | 0–0          | 0–0          | 0–0          | 0–0          | 2–2          | 3–4          | 0–0          | 11–7         | 7–9   | 7–7   | 1–2   | N/A       | 31–31      |
| Рейтинг на кінець року                 | 1384         | –            | 285          | 200          | 188          | 178          | 172          | 24           | 47           | 49           | 14           | 10    | 14    | 182   | N/A       | N/A        |